# Hermann zu Waldeck und Pyrmont
Hermann Otto Christian Prinz zu Waldeck und Pyrmont (* 12. Oktober 1809 in Pyrmont; † 6. Oktober 1876 auf Schloss Landau) war ein preußischer Generalleutnant.

## Leben

### Herkunft und Familie
Hermann entstammte dem hochadeligen Haus Waldeck-Pyrmont. Seine Eltern waren Fürst Georg I. von Waldeck und Pyrmont (1747–1813) und Prinzessin Auguste von Schwarzburg-Sondershausen. Damit gehörte er dem Haus Waldeck an. Fürst Georg II. (1789–1845) war sein älterer Bruder. Er selbst vermählte sich 1833 mit Gräfin Agnes Teleki von Szék (1814–1896). Die Ehe blieb kinderlos.

### Militärische Laufbahn
Waldeck begann seine Offizierslaufbahn in der Preußischen Armee 1826 als dem Garde-Dragoner-Regiment aggregierter Premierleutnant. 1828 wurde er im Regiment einrangiert. Aus diesem Jahr stammt eine Einschätzung seines Regimentskommandeurs Oberstleutnant von Barner:

„Durch Eifer, Pünktlichkeit und Tätigkeit im Dienst hat sich Prinz Waldeck die Zufriedenheit seiner Vorgesetzten, durch sein anspruchsloses, herzliches und kameradschaftliches Benehmen die Liebe des Offizierskorps erworben. In seinen ökonomischen Verhältnissen zeigt er einen großen sehr tadelswerten Mangel.“

Bereits 1830 wurde ihm sein Abschied bewilligt und er wechselte als Unterleutnant im Chevaulegers-Regiment „Prinz von Hohenzollern“ (Nr. 2) in österreichische Dienste. Er avancierte 1832 zum Oberleutnant im Chevaulegers-Regiment „Graf O’Reilly“ (Nr. 3) und nahm 1833 seinen Abschied aus österreichischen Diensten.
1852 war er als Oberst Chef des waldeckischen Füsilierbataillons. Er wurde 1868 preußischer Generalmajor à la suite der Armee und hat 1869 den schaumburg-lippischen Hausorden I. Klasse erhalten. Den Charakter als Generalleutnant hat Prinz Waldeck 1871 erhalten.